# L'erba di Grace
L'erba di Grace (Saving Grace) è una commedia inglese del 2000 diretto da Nigel Cole.
La pellicola tratta le difficoltà finanziarie della protagonista, Grace, cui ella cerca di sopperire tramite vie non propriamente legali.

## Trama
Grace è una signora benestante di mezz'età, appassionata di giardinaggio, che vive nell'idilliaco paesino di Port Isaac in Cornovaglia.  La sua vita tranquilla viene sconvolta dall'improvvisa morte del marito John. Mettendo mano negli affari di John, Grace scopre dapprima i tradimenti del coniuge e poi si rende conto che John ha lasciato una lunga serie di debiti, cosicché arriva anche la minaccia della confisca dei beni e della casa. Grace, che non ha mai lavorato in vita sua, si trova nella necessità di guadagnare e di farlo in fretta.
Matthew, il giardiniere, le propone un'idea brillante: sostituire, nella moderna e ben attrezzata serra di Grace, le sue curatissime orchidee con piantine di marijuana. Il lavoro comincia a ritmi intensi nelle ore notturne, e in breve tempo cresce molta materia prima. Bisogna a questo punto trovare i compratori. Grace, per non esporre a rischi Matthew si reca a Londra dove chiede collaborazione all'ex amante del marito. Dopo alcuni inconvenienti, entra in contatto con Jacques, uno spacciatore professionista di origine francese che accetta di comprare la merce.
Quando torna a casa, Grace si accorge che nella serra ormai si danno convegno tutti, e che oltre al poliziotto locale sono in arrivo anche agenti di polizia da fuori. Per salvarsi non resta allora che bruciare tutte le piantine, i cui profumi provocano una sorta di estasi generale. Su tutta questa vicenda Grace decide di scrivere un libro, dopo essere convolata a nozze con lo spacciatore francese. Dentro il pub del villaggio tutti gli abitanti sono riuniti per vedere in televisione Grace che ritira a New York un importante premio letterario, simbolo della sua rinascita.

## Produzione

### Sviluppo
Secondo l'attrice protagonista Brenda Blethyn, l'idea della commedia venne allo sceneggiatore Mark Crowdy, dopo che quest'ultimo aveva "parlato con qualcuno a Los Angeles, che gli disse che la cannabis, quella veramente pregiata, era più preziosa dell'oro e di qualsiasi quantità di denaro, e lui ha pensato che questa avrebbe potuto diventare una storia interessante da raccontare!". Mark Crowdy scrisse interamente da solo il soggetto del film, per terminarlo già nel 1995, mentre il film avrebbe avuto luogo diversi anni dopo.

### Riprese
Il film venne girato quasi interamente in Cornovaglia, Inghilterra; solo le scene girate a Londra vennero girate fuori da questa regione.
Le zone della Cornovaglia in cui venne girato il film sono: Port Isaac (la maggior parte del film), St Endellion, Boscastle, St. Tudy, Trebarwith Strand.
Come curiosità, tutte le piantagioni di marijuana visibili nel film erano reali, infatti il governo britannico concesse alla troupe cinematografica il permesso di utilizzarne 150 piante, ma solamente sotto la supervisione delle autorità, che infatti presenziarono durante tutta la durata delle riprese sul set.

## Colonna sonora
Il 14 agosto 2000 è uscita per la casa discografica Wea la colonna sonora del film che comprende i seguenti pezzi:
1. Mark Russell – Introduction
2. Mark Russell – Grace's Theme
3. Filter – Take a picture
4. Steve Harley & Cockney Rebel – Make me a smile (come up & see me)
5. Norman Greenbaum – Spirit in the Sky
6. Brenda Blethyn (voce di Grace Trevethyn) Craig Ferguson (voce di Matthew Stewrat) – Will Give me One?
7. Koot – Sunshine at last
8. Mark Russell – Grace in Notthing Hill
9. The Pretenders – Human (Tin Tin Out Mix)
10. Mark Russell – Drudgen
11. Plenty – Might as well go home
12. Linda Kerr Scott (voce di Diana Skinner) Phyllida Law (voce di Margaret Sutton)  Clive Merrison (voce di Quentin Rhodes) – Would you like some cornflakes?
13. AFT – Wise up (Car Port mix)
14. Jamie Foreman (voce di China Macfarlane) Bill Bailey (voce di Vince) – The new B323
15. Mark Russell – Cornwall chase
16. Sherena Dugani – Accidental Angel
17. Robert Palmer – Witchcraft
18. Mark Russell – All things bright and beautiful

## Distribuzione
Il film uscì nelle sale cinematografiche di Regno Unito e Irlanda il 19 maggio 2000, negli USA il 4 agosto successivo, mentre in Italia e in tutto il resto d'Europa il 13 dicembre 2000.

## Accoglienza

### Incassi
Nel Regno Unito e in Irlanda L'erba di Grace incassò oltre 3 milioni di sterline, decisamente ottimo risultato considerato il budget basso del B movie, tanto da diventare il secondo film più visto nei cinema inglesi nell'anno 2000 soltanto dopo il successo mondiale uscito nello stesso periodo Il gladiatore. Alla fine, in tutto il mondo il film guadagnò un totale di 26.330.482 dollari esatti.

## Riconoscimenti
- 2001 - BAFTA[5]
  - Candidatura per il miglior film a Nigel Cole
  - Candidatura per il miglior regista a Nigel Cole
  - Candidatura per la miglior sceneggiatura a Craig Ferguson
  - Candidatura per la miglior attrice a Brenda Blethyn
- 2000 - Sundance Film Festival[6]
  - Premio del pubblico a Nigel Cole